# Milly Alcock
Milly Alcock, właśc. Amelia May Alcock (ur. 11 kwietnia 2000 w Sydney) – australijska aktorka, która wystąpiła m.in. w serialu Ród Smoka.

## Filmografia

### Filmy
| Rok  | Tytuł         | Rola                    | Uwagi       |
| ---- | ------------- | ----------------------- | ----------- |
| 2018 | The School    | Jien                    |             |
| 2020 | The Familiars | Alison                  | krótkometr. |
| 2020 | Furlough      | Ella                    | krótkometr. |
| 2025 | Superman      | Kara Zor-El / Supergirl | cameo       |

### Seriale
| Rok        | Tytuł             | Rola                     | Uwagi          |
| ---------- | ----------------- | ------------------------ | -------------- |
| 2014       | Wonderland        | nastolatka               | 1 odc.         |
| 2017       | Janet King        | Cindi Jackson            | 3 odc.         |
| 2017       | High Life         | Isabella Barrett         | 6 odc.         |
| 2018       | Tu będzie mój dom | Emma Carvolth            | 4 odc.         |
| 2018       | Fighting Season   | Maya Nordenfelt          | 6 odc.         |
| 2018       | Pine Gap          | Marissa Campbell         | 5 odc.         |
| 2019       | Les Norton        | Sian Galese              | 4 odc.         |
| 2020       | The Gloaming      | Jenny McGinty            | 7 odc.         |
| 2019–2020  | Reckoning         | Sam Serrato              | 10 odc.        |
| 2019–2022  | Upright           | Meg                      | w gł. obsadzie |
| 2022, 2024 | Ród Smoka         | młoda Rhaenyra Targaryen | 7 odc.         |
| 2025       | Syreny            | Simone DeWitt            | w gł. obsadzie |